# Маскарад (Плоский мир)
«Маскарад» (англ. Maskerade) — юмористическое фэнтези известного английского писателя Терри Пратчетта, написано в 1995 году.
Восемнадцатая книга из серии цикла «Плоский мир», пятая книга подцикла о ведьмах.
Роман является переосмыслением истории о «Призраке Оперы».

## Сюжет
Агнесса Нитт, не желая становиться ведьмой, решила развивать другой свой талант — певицы. Девушка уехала в Анк-Морпорк, где и поступила в Оперу, в здании которой, по слухам, обитает Призрак. Новые владельцы Оперы — люди практичные, и не верят историям о Призраке. Вскоре в Опере начинают происходить убийства.
Тем временем матушка Ветровоск узнала, что Гита Ягг написала книгу рецептов и послала её для публикации в Анк-Морпорк. Подсчитав, что издатели обманули её подругу, заплатив ей всего несколько долларов, тогда как прибыль от книги исчислялась тысячами, матушка решила восстановить справедливость, и обе ведьмы отправились в Анк-Морпорк.
Встретив в городе Агнессу, старшие ведьмы вмешиваются и в историю с Призраком…

## Главные герои
- Матушка Ветровоск
- Нянюшка Ягг
- Агнесса Нитт
- Смерть
- Шнобби Шноббс
- Детрит